# オッズパーク
オッズパーク（Odds Park）は、ソフトバンクグループに属するSBプレイヤーズの子会社である、オッズ・パーク株式会社が運営する公営競技総合サービスサイト。全国10の主催者・11の地方競馬場の勝馬投票券、TIPSTAR DOME CHIBAを除く競輪場の勝者投票券、全オートレース場の勝車投票券の購入をインターネット、携帯電話を通じて行っている（一部予定）ほか、ホッカイドウ競馬を除く地方競馬9主催者（10ヶ所）の競走映像を配信している。
本項ではオッズパークが発売している重勝式投票のOdds Park LOTO（オッズパークロト）についても記述する。福岡ソフトバンクホークスのオフィシャルスポンサー。

## 概要
もともと地方競馬全国協会の関連会社である日本レーシングサービスが運営していたD-netをオッズパーク株式会社に移行し、ソフトバンクが100%出資したソフトバンク・プレイヤーズがオッズパークの全株式を取得することで、2005年12月27日にD-netの運営権を取得したことを発表した。
2006年4月2日には、地方競馬総合サービスサイト「オッズパーク」をオープン。当時は電話投票のみだったD-netを拡充して、オッズを見ながらのインターネット投票が可能となった。サービス開始当初は市中銀行会員とダイレクト会員（指定銀行はジャパンネット銀行）のみであったが、2008年4月にダイレクト会員の指定銀行にイーバンク銀行が、2013年10月に住信SBIネット銀行が加わり、2018年2月には指定銀行が大量に追加された。Pay-easyを利用したすぐかえーる会員は2012年10月から開始された（2023年3月末に廃止）。
2022年4月現在、ダイレクト会員は、南関東公営競馬およびホッカイドウ競馬を除く主催者の馬券の購入が可能となっている。南関東公営競馬およびホッカイドウ競馬の馬券購入はダートグレード競走限定で市中銀行会員のみが可能となっている。2022年3月まではホッカイドウ競馬の馬券購入は全レースを対象に市中銀行会員に加え、ダイレクト会員のPayPay銀行登録者も可能であったが、2022年4月にサービス内容が変更された。
廃止の危機にあったばんえい競馬への支援を目的とした子会社のオッズパーク・ばんえい・マネジメント株式会社が運営に係る一部業務を2011年度まで受託している。2012年度は条件面で帯広市と折り合わず、契約を更新しないことになった。
また「Odds Park LOTO」として重勝式投票券の発売を開始し、競輪・オートレースの重勝式投票券も発売を開始して参入したほか、競輪の通常賭式を発売開始しており、同一プラットフォームで地方競馬・競輪・オートレースを包括してカバーする唯一の公営競技投票券発売サービスとして事業展開している。
2014年から、競馬を題材とした漫画・アニメ『みどりのマキバオー』の主人公で競走馬のミドリマキバオーをイメージキャラクターとして採用している。

## Odds Park LOTO
2010年1月8日より重勝式投票にあたる「五重勝単勝式」の『Odds Park LOTO』の発売を開始した。当初は2009年10月より開始の予定であったが、システム導入の過程で重大な障害が発生し、PCにおいては断続的に1週間、携帯電話においては2週間、一切の馬券購入などが行えなくなった。また、復旧直後の10月8日には別のシステム障害により園田競馬場の一部レースの購入馬券が無効となり、障害発生後のレースの発売が中止される事態となった（ただし、併売していた荒尾競馬場は通常通り発売された）。ばんえい競馬が最初に発売を開始したのに続き、発売する主催者は順次拡大した。
同年7月30日より青森競輪場のレースを対象とした重勝式投票券の発売を開始し、2011年4月13日よりオートレースを対象とした重勝式投票券を発売開始している。
方式はセレクト投票とランダム投票に分かれているが、地方競馬は2013年4月12日より佐賀競馬場を除きすべてセレクト投票に変更されている。

### Odds Park LOTOで発売する重勝式投票券
セレクト7（競馬・競輪）
1日のうち最終競走から数えて連続する7競走の勝者を予想する「七重勝単勝式」。発売は100円単位。買い目は自分で指定する。キャリーオーバー（繰越）制を採用しており、払戻金の上限額は競馬が2億円、競輪が6億円。
ランダム7（競馬・競輪）
1日のうち最終競走から数えて連続する7競走の勝者を予想する「七重勝単勝式」。発売は200円単位。買い目はコンピュータが無作為に採番。キャリーオーバー（繰越）制を採用しており、払戻金の上限額は12億円。
セレクト5（競馬・競輪）・モトロトmini（オートレース）
1日のうち最終競走から数えて連続する5競走の勝者（馬）を予想する「五重勝単勝式」。発売は100円単位。買い目は自分で指定する。キャリーオーバー（繰越）制を採用しており、払戻金の上限額は競馬が2億円、競輪とモトロトminiは6億円。
モトロトBIG（オートレース）
1日のうち最終競走から数えて連続する4競走の1着と2着を着順通りに予想する「四重勝二連勝単式」。発売は100円単位。買い目はコンピュータが無作為 に採番し、購入確定前に買い目を確認することはできない。キャリーオーバー（繰越）制を採用しており、払戻金の上限額は6億円。

### 過去の発売賭式
ランダム5（競馬）（2012年5月15日の園田競馬の発売形式変更を持って事実上休止）
1日のうち最終競走から数えて連続する5競走の勝者（馬）を予想する「5重勝単勝式」。発売は100円単位。買い目はコンピュータが無作為に採番。キャリーオーバー（繰越）制を採用しており、払戻金の上限額は2億円。

### Odds Park LOTOを導入した公営競技場
- 競馬
  - 帯広競馬場 - 2010年1月8日より開始、同年12月25日開催から形式変更（セレクト5）、2012年12月15日開催から形式追加（セレクト7）[9]
  - 佐賀競馬場 - 2010年1月22日より開始（セレクト5）、2012年5月26日開催から形式追加（セレクト7→2013年4月13日の開催よりランダム7に変更）
  - 兵庫県競馬組合※（園田競馬場・姫路競馬場） - 2010年1月25日より開始、2012年5月15日開催から形式変更（ランダム5 → セレクト5）
  - 笠松競馬場 - 2010年2月6日より開始、同年12月28日開催から形式変更（セレクト5）
  - 岩手県競馬組合※（盛岡競馬場・水沢競馬場） - 2010年4月3日より開始、同年12月25日開催から形式変更（セレクト5）
- 競輪
  - 青森競輪場 - 2010年7月30日より開始（セレクト7・セレクト5・2013年4月11日よりランダム7追加）
  - 武雄競輪場 - 2011年1月19日より開始（セレクト7・セレクト5・2012年11月21日よりランダム7追加）
  - 防府競輪場 - 2011年5月13日より開始（セレクト7・セレクト5・2012年12月2日よりランダム7追加）
  - 佐世保競輪場 - 2011年10月18日より開始（セレクト7・セレクト5・2012年12月25日よりランダム7追加）[10]
- オートレース
  - 伊勢崎市※（全場） - 2011年4月13日より開始（モトロトBIG・モトロトmini）

※はキャリーオーバー共有方式での発売となる。

## 参加競馬場
| 競馬場名     | 主催者名                | ダイレクト会員 | 市中銀行会員 | 映像配信 | OddsPark LOTO |
| ------------ | ----------------------- | -------------- | ------------ | -------- | ------------- |
| 帯広競馬場   | 帯広市 （ばんえい競馬） | ○              | ○            | ○        | ○             |
| 盛岡競馬場   | 岩手県競馬組合          | ○              | ○            | ○        | ○             |
| 水沢競馬場   | 岩手県競馬組合          | ○              | ○            | ○        | ○             |
| 金沢競馬場   | 石川県 金沢市           | ○              | ○            | ○        | ×             |
| 笠松競馬場   | 岐阜県地方競馬組合      | ○              | ○            | ○        | ○             |
| 名古屋競馬場 | 愛知県競馬組合          | ○              | ○            | ○        | ×             |
| 園田競馬場   | 兵庫県競馬組合          | ○              | ○            | ○        | ○             |
| 姫路競馬場   | 兵庫県競馬組合          | ○              | ○            | ○        | ○             |
| 高知競馬場   | 高知県競馬組合          | ○              | ○            | ○        | ×             |
| 佐賀競馬場   | 佐賀県競馬組合          | ○              | ○            | ○        | ○             |

※荒尾競馬場（荒尾競馬組合主催）は2011年12月23日、福山競馬場（福山市主催）は2013年3月24日をもって本場開催が廃止されるまで全サービスを行っていた。ただしOdds Park LOTOのみ廃止に先立ち、荒尾は2011年11月25日、福山は2013年2月2日にキャリーオーバーが0になった時点で発売終了となった。
※ 南関東公営競馬（大井競馬場、船橋競馬場、川崎競馬場、浦和競馬場）およびホッカイドウ競馬（門別競馬場）は独自の在宅投票システム（SPAT4）に参画しているため、参加していない。ただし、ダートグレード競走に限り購入することができる（市中銀行会員のみ）。
※佐賀競馬場では指定7レースの1着を当てる地方競馬初の「7重勝」が2012年5月12日から採用予定だったが、サイトのリニューアルがサーバートラブルにより遅れたため一時無期延期となったものの、2012年5月26日開催分（前夜発売25日18時）より発売を開始した。

## 参加競輪場
競輪では、「Odds Park LOTO」（上述）および「オッズパーク競輪」として発売される。
- Odds Park LOTOでは、セレクト式の5・7重勝単勝式とランダム式の7重勝単勝式が発売される。
  - 青森競輪場
  - 武雄競輪場（2016年10月より当社との命名権契約に伴い「オッズパーク武雄」の名称）
  - 防府競輪場
  - 佐世保競輪場

- オッズパーク競輪では通常の7賭式車券を扱う（2011年8月31日より開始）。オッズパーク競輪の発売は一部の参加競輪場に限られていた頃でも特別競輪など一部の開催については参加競輪場でなくても発売されることがあった。なお2016年9月からの京都向日町競輪場が最後発となる形で全ての競輪場を購入できようになった[13]。

※観音寺競輪場と一宮競輪場は本場開催が廃止されるまでおよびオッズパーク競輪で販売していた。

## 参加オートレース場
Odds Park LOTOとしてはセレクト式の5重勝単勝式「モトロトmini」とランダム式の4重勝2連勝単式「モトロトBIG」を発売。
- 伊勢崎オートレース場
- 川口オートレース場
- 浜松オートレース場
- 山陽オートレース場
- 飯塚オートレース場

伊勢崎市が管理施行者として対象のオートレース場を指定する方式のため、オートレースは1日1場のみの発売となる。

### オッズパークオートレース
2013年4月25日の開催より、通常賭式の車券も「オッズパークオートレース」として購入できるようになった。なお船橋オートレース場は同年6月10日の開催から、浜松オートレース場は同年10月12日のGI開催からの発売となった。2025年現在は全てのオートレース場を購入できる。
※船橋オートは、2016年3月21日の本場開催が廃止されるまでOdds Park LOTOおよびオッズパークオートレースで販売していた。

## オッズパークのサービス

### 全員が受けられるサービス
- 参加競馬場の出馬表、オッズ、競走成績を閲覧。
- 参加競馬場のライブ映像、過去2ヶ月分のレース映像の配信。
- オッズパーク予想ブログの閲覧。

### オッズパーク投票会員が受けられるサービス
- 全国公営競馬専門紙協会による参加競馬場の全レースの予想印の提供。
- GET@LOTへの参加（期間内累計最高配当ユーザーへ賞金10万円）。
- マイページでお気に入りの馬、騎手の登録。登録した馬、騎手の出走レースのメール配信。
- マイページで競馬場別、賭式別、月別の回収率の集計。

### オッズパークブログ
- ばんえい競馬情報局（矢野吉彦などが執筆）
- 斎藤修の重賞ピックアップ（地方競馬雑誌「ハロン」編集長）
- 赤見千尋のRedView（元高崎競馬騎手）
- テシオブログ（いわて競馬マガジン「テシオ」）
- 地方競馬版NP能力値活用術（松代弘之）

## 利用可能な銀行

### ダイレクト会員
下記の銀行は、インターネットバンキング経由で申し込めば即日利用が可能。
- ゆうちょ銀行、三菱UFJ銀行、三井住友銀行、PayPay銀行、楽天銀行、住信SBIネット銀行、じぶん銀行、イオン銀行、りそな銀行、埼玉りそな銀行、北洋銀行、北海道銀行、七十七銀行、東邦銀行、常陽銀行、足利銀行、群馬銀行、千葉銀行、横浜銀行、スルガ銀行、八十二銀行、北陸銀行、十六銀行、百五銀行、京都銀行、池田泉州銀行、中国銀行、広島銀行、四国銀行、福岡銀行、西日本シティ銀行、十八親和銀行

### 市中銀行会員
下記銀行の投票専用口座に申し込むことで利用できる。
ただし、即日利用ができず、利用可能になるまで時間がかかる。
電話投票が可能な点がダイレクト会員との違い。
- 北海道銀行※、北洋銀行※、北國銀行※、群馬銀行※、三井住友銀行、三菱UFJ銀行※、岐阜信用金庫※、広島銀行※、中国銀行※、四国銀行（2024年12月1日～利用開始）

※印のついた銀行は、現在、新規での申し込みができない。

## オッズパークが協賛している主なレース

### 現在
- ばんえい十勝オッズパーク杯 - 帯広競馬場でばんえい競馬開幕週に行われる重賞競走。
- ガールズグランプリ - ガールズケイリンにおける、当該年のGI勝者を含めた選考順位上位7名が出場し、当年の年間女王を決めるガールズケイリン唯一のGP格付のレース。毎年12月29日に行われる。2015年の第4回大会から協賛しており、2019年の第8回からは優勝者に副賞としてレクサス・UX250h version L（新車価格約520万円）を贈呈している。
- オッズパーク杯SGオールスター・オートレース - オートレースにおける、ファン投票上位得票者のみが出場できるSG（スーパーグレード）競走。2012年の第31回と、2018年の第37回から協賛している。
- オッズパーク杯SG日本選手権オートレース - オートレースにおける、SG競走のうち、最も格式が高いレースであり、「オートレースダービー」とも呼ばれる。2013年の第45回大会で初協賛、2016年の第48回大会より継続して協賛している。

### 過去
- オッズパークグランプリ - 2007年から2014年まで開催されていた。オッズパーク加盟の全国9競馬場とホッカイドウ競馬、南関東4競馬場の推薦馬が出走していた全国交流競走。優勝賞金は1000万円。
- オッズパークファンセレクション - 2006年から2009年まで笠松競馬場で開催されていた重賞競走。50頭の中からオッズパークでの投票で得票数上位の馬が出走していた。